# Heinrich Ewald
Heinrich Georg August Ewald (Göttingen, 1803. november 16. – Göttingen, 1875. május 4.) német teológus, orientalista, a Magyar Tudományos Akadémia külső tagja.

## Életpályája
Már a gimnáziumban nagy érdeklődést tanúsított a keleti irodalom iránt. Szülővárosának egyetemén tanult, és már ezalatt kiadott egy művet Mózes első könyvének szerkezetéről (Die Composition des Genesis, 1823). 1823-ban tanár lett a wolfenbütteli gimnáziumban, 1827-ben a Göttingeni Egyetemen a bölcsészeti tudományoknak rendkívüli, 1831-ben rendes tanárának nevezték ki. 1835-ben a keleti nyelvészet tanára lett, Eichorn halála után ő taníthatta az Ószövetség kritikai exegesisét is. A héberen kívül az arab, perzsa, arámi és szanszkrit nyelveket is tanította. Több tanulmányi utat tett Franciaországban és Olaszországban a keleti nyelvészek kéziratainak tanulmányozására.
Nem tartozott a németországi teológiai pártok egyikéhez sem. Egyformán ellenezte a tübingeni szélsőbal teológiai irányt, valamint a Ernst Wilhelm Hengstenberg által vezetett túlzó jobboldali lutheránus mozgalmat. Egyike volt a göttingeni heteknek, akik tiltakoztak a hannoveri alkotmány hatályon kívül helyezése ellen, ezért 1837-ben megfosztották katedrájától, ezt követően Tübingenben lett tanár. Csak 1848-ban tért vissza Göttingenbe. Tagja volt egy ideig a német birodalmi gyűlésnek is.

## Művei
- Kritische Grammatik der hebräischen Sprache (Lipcse, 1827)
- Hebräische Sprachlehre für Anfänger (Lipcse, 1874)
- Das hohe Lied u. der Prediger Salomos (Lipcse 1826)
- Die Dichter des Alten Bundes (Lipcse, 1837-54)
- Die Propheten des Alten Bundes (Stuttgart, 1840)
- Geschichte des Volkes Israel (Göttingen, 1843-59)
- Altertümer des Volkes Israel (Göttingen, 1866)
- Commentarius in Apocalypsin (Lipcse, 1828)
- Die drei ersten Evangelien (Göttingen, 1850)
- Die Sendschreiben des Apostels Paulus (Göttingen, 1857)
- Die Johanneischen Schriften (Göttingen, 1861-62)
- Sieben Sendschreiben des Neuen Bundes (Göttingen, 1870)
- Das Sendschreiben an die Hebräer und Jakobos Rundschreiben (Göttingen, 1870)
- Die Lehre der Bibel von Gott oder Theologie des Alten und neuen Bundes (Lipcse, 1871-78)
- Grammatica critica linguae linguae arabicae (Lipcse, 1831-33)
- De metris carminum arabicorum (Braunschweig, 1825)
- Über einige ältere Sanskritmetra (Göttingen, 1827)
- Abhandlungen zur orient. und biblischen Litteratur (Göttingen, 1832)
- Sprachwissenschaftliche Abhandlungen (Göttingen, 1861)
- Über die geschichtliche Folge der semitischen Sprachen (Göttingen, 1871)